# Polythene
Polythene is het debuutalbum van de Welshe rockband Feeder, dat werd uitgebracht in mei 1997. Eerder had de groep al wel twee ep's uitgebracht.
De latere versie die uitgebracht werd in oktober 1997 bevatte dezelfde tracks met toevoeging van het nummer High en het nummer Waterfall werd vervangen door Change.

## Productie
De werktitel van het album was Here in the bubble.

## Ontvangst
Het album liftte mee met het succes van de ep Swim uit 1996. Twee nummers van die ep, Descend en Stereo World, kwamen ook op het album terecht. Volgens Tom Demalon van  AllMusic is het goed te horen dat het album werd opgenomen in een periode waarin grunge en britrock op hun hoogtepunt waren. Hij schreef dat de band geen eigen geluid zocht, maar dat van andere populaire acts zoals The Smashing Pumpkins nabootste. Max Raymond van musicOMH schreef 13 jaar na het verschijnen van het album dat Feeder een zeer zwaar album afleverde dat veel te danken had aan de grunge- en alternatieve-rockbands Nirvana, Dinosaur Jr. en The Smashing Pumpkins.

## Nummers
Alle muziek en teksten zijn geschreven door Grant Nicholas. 
| Nr. | Titel             | Duur |
| --- | ----------------- | ---- |
| 1.  | Polythene Girl    | 3:29 |
| 2.  | My Perfect Day    | 4:25 |
| 3.  | Cement            | 3:18 |
| 4.  | Crash             | 4:09 |
| 5.  | Radiation         | 4:39 |
| 6.  | Suffocate         | 3:53 |
| 7.  | Descend           | 5:20 |
| 8.  | Stereo World      | 3:28 |
| 9.  | Tangerine         | 3:55 |
| 10. | Waterfall         | 3:10 |
| 11. | Forgive           | 4:41 |
| 12. | 20th Century Trip | 1:56 |

## Personeel

### Bezetting
- Grant Nicholas (zang, gitaar)
- Taka Hirose (bas)
- Jon Lee (drums)

### Productie
- Chris Sheldon (mix)
- Howie Weinberg (mastering)